# Flevomeer

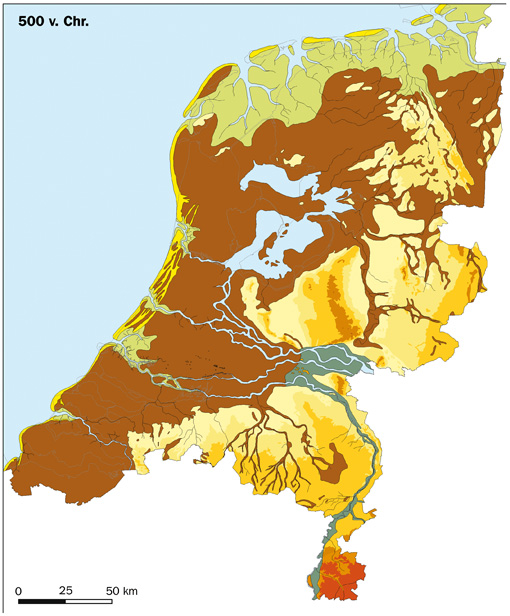
Aan het begin van het Subatlanticum bestond het Flevomeer al.

Het Flevomeer (Middelnederlands Vlies) is een historische naam van een groot water in de Lage Landen, waarvan de naam vooral bekend is geworden dankzij een beschrijving door Pomponius Mela, een Romeins geograaf.
Het Flevomeer is vermoedelijk ontstaan doordat verschillende zeeboezems samenkwamen. Deze zeeboezems waren eerder het resultaat geweest van doorbraken van de Noordzee in het 2e millennium v.Chr., waarna zich door zandophoping en kweldervorming nieuw land vormde zodat de boezems niet meer in verbinding stonden met de Noordzee. Het latere meer stond via een stroomgeul wel weer rechtstreeks in verbinding met de zee.
In zijn De Chorographia in 44 na Christus spreekt Pomponius over een Lacus Flevo. Hij schreef: "De noordelijke tak van de Rijn verbreedt zich tot het meer Flevo, dat een eiland met dezelfde naam omsluit en daarna als een normale rivier naar zee vloeit". Andere bronnen spreken over Flevum, dat vliestroom betekent. Deze naam is grammaticaal gezien waarschijnlijker voor een geografische aanduiding, reden waarom wel wordt aangenomen dat de vorm 'Flevo' door Pomponius ten onrechte voor een grondvorm in plaats van een verbuiging van 'Flevum' is aangezien.
Het Flevomeer ontwikkelde zich na de Romeinse tijd door de afslag van de oevers tot het Almere. Waarschijnlijk ontstond in de middeleeuwen met het stijgen van de zeespiegel en het afgraven van veengronden door de Friezen in West-Friesland (Enkhuizen, Medemblik etc.) via het Vlie een verbinding tussen het Almere en de Waddenzee. Na nog meer grote overstromingen ontstond hieruit uiteindelijk in de 13e eeuw een echte binnenzee, de Zuiderzee.

## Voortleven van de naam
Het Flevomeer gaf indirect ook de naam van de polders Oostelijk en Zuidelijk Flevoland, nadat deze in respectievelijk 1957 en 1968 drooggelegd waren en geen deel meer uitmaakten van het IJsselmeer.
- De FlevoMeer bibliotheek is een samenwerkingsverband van de bibliotheken in Biddinghuizen, Dronten, Lelystad, Emmeloord, Swifterbant, Urk en Zeewolde.
- Het ziekenhuis te Almere heet Flevoziekenhuis.
- Flevopark en Flevohuis in Amsterdam-Oost.